# بیکن لول (آلاباما)
بیکن لول (به انگلیسی: Bacon Level) یک منطقهٔ مسکونی در ایالات متحده آمریکا است که در آلاباما واقع شده‌است. بیکن لول ۲۲۸٫۹۱ متر بالاتر از سطح دریا واقع شده‌است.